# إيرني جونز (لاعب كريكت)
إيرني جونز (بالإنجليزية: Ernie Jones) (و. 1869 – 1943 م) هو لاعب كريكت، ولاعب كرة قدم أسترالية أسترالي، توفي عن عمر يناهز 74 عاماً.

## روابط خارجية
- إيرني جونز على موقع إي آس بي آن كريك إنفو (الإنجليزية)
- إيرني جونز على موقع AustralianFootball.com (الإنجليزية)